# موضة البانك
موضة البانك توصف طريقة معينة لارتداء الملابس، والمجوهرات وتسريحة الشعر ووضع المكياج. وهي جزء من ثقافة البانك، تختلف أزياء موضة البانك من مجتمع لاخر. تأثرت موضة البانك بالثقافات الفرعية والحركات الفنية الأخرى، مثل حليقي الرأس والغريزر والمود، وأثّرت موضة البانك بهذه الجماعات أيضا.

## نبذة

### السبعينيات

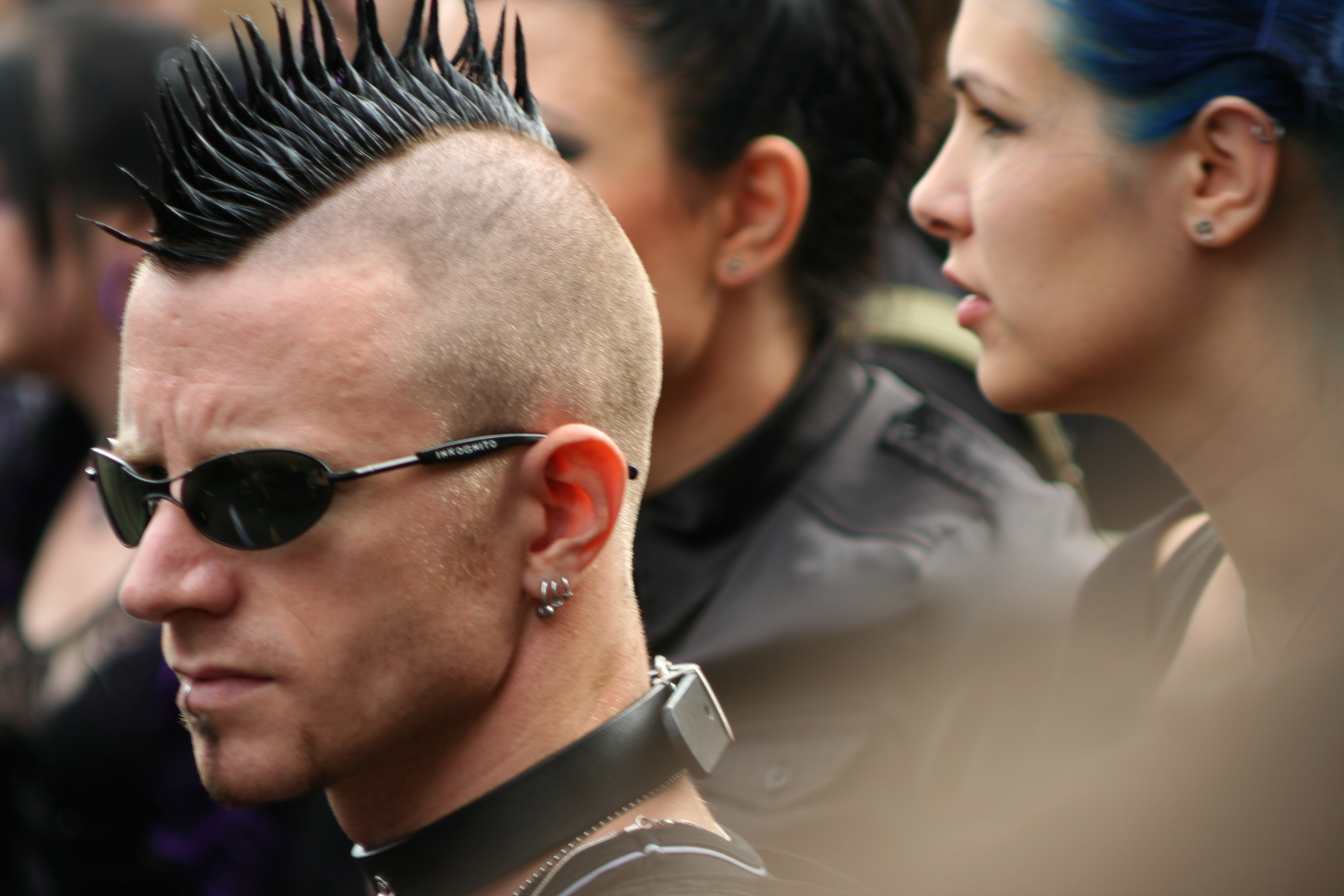

كانت حركة البانك سائدة في السبعينيات وكانت علامة على التمرد والفوضى، حيث جعل الشباب من أزيائهم الغريبة وسيلة للتعبير عن أفكارهم ورفضهم للبطالة والتمييز الاجتماعي. وكان علامة فارقة في الجمال والإبداع ومن العناصر التي أثرت كثيراً في عالم الموضة والأزياء. وسرعان ما تحولت هذه الحركة إلى أسلوب خاص في عالم الموضة وبدأتها المصممة فيفيان ويستوود، التي تميزت تصاميمها بالمسامير المعدنية أو الأقفال واللون الأسود الطاغي.

### الثمانينيات
واستمرت الموضة في الثمانينات واتسمت بالجرأة الشديدة والتمرد والانطلاق. وكانت ثقافة «البانك» الشبابية التي انتشرت في تلك الفترة مصدراً لإلهام مصممي خطوط الموضة، فكانت الجينزات باهتة اللون والأكتاف الكبيرة تمثل أحدث صيحات الموضة آنذاك. كانت موضة البانك متداولة، وتماشت مجوهرات الفنتازيا والألوان الفاقعة واللامعة والخطوط والنقاط مع كل الأجسام. كان الهدف حينها هو شد الانتباه وذلك بالجمع بين كل الأساليب، فقد كانت الأقمصة كبيرة الحجم والسراويل الخفيفة والجاكيت بكتفيات والتنورات كروية الشكل تنافس السراويل بحزام عالي. ورافقت هذه الموضة كذلك ارتداء الثياب السوداء الجلدية وأحمر الشفاه ذي الألوان الداكنة.

### الوقت الحالي
وقد أصبحت صيحة البانك في هذا الوقت من الستايلات الراقية التي يمكن رؤيتها على منصات عروض الأزياء، كما تغيرت الموازين ولم يعد هناك أحكام أو ردود فعل سلبية تجاهها.